# Tachypleus
Genre
Tachypleus est un genre de limules. 

## Liste des espèces
Selon World Register of Marine Species (9 mars 2024) :
- Tachypleus gigas (O. F. Müller, 1785)
- Tachypleus tridentatus (Leach, 1819)

Auxquelles Paleobiology Database (9 mars 2024) ajoute les espèces fossiles suivantes :
- †Tachypleus decheni  (Zinken, 1862)
- †Tachypleus syriacus (Woodward, 1879)

## Classification
Le nom valide complet (avec auteur) de ce taxon est Tachypleus Leach, 1819.